# Roberto Spollon
Roberto Spollon (Castel Maggiore, 8 giugno 1961) è un ex calciatore italiano, di ruolo difensore.

## Carriera
Debutta in Serie D con il Chievo nel 1978 e l'anno seguente gioca con l'Abano Terme nella stessa categoria.
Nei quattro anni successivi gioca con il Venezia e l'Asti in Serie C2 per poi trasferirsi al Monza, con cui gioca due campionati di Serie B per un totale di 52 presenze e nel 1986 retrocede in Serie C1, categoria nella quale disputa la sua ultima stagione da professionista.
Da allenatore inizia nel settore giovanile del Vicenza, dove resta per 11 anni. Successivamente ricoprirà il ruolo di allenatore nei campionati nazionali minori dapprima nel Torre, Abano, Mestrino e alla Solesinese. Nel 16/17 allena la formazione vicentina del Camisano nel campionato di Promozione. Per la stagione 20/21 e 21/22 assume la guida del Longare Castegnaro formazione vicentina militante nel campionato di Promozione. La successiva stagione 22/23 lo vede nella panchina del Trissino militante nel campionato di Promozione.